# Monstera
|  | Aquest article tracta sobre el gènere de plantes. Si cerqueu la planta, vegeu «Monstera deliciosa». |

Monstera és un gènere amb 107 espècies de plantes amb flors pertanyent a la família Araceae. És originari de Mèxic i Amèrica tropical. El gènere va ser anomenat amb la paraula llatina per a "monstruosa" o "anormals", ja que els membres del gènere es distingeixen per les seves fulles inusuals amb forats naturals. Són herbes o lianes de fulla perenne, creix fins als 20 m d'altura en els arbres, pujant per mitjà d'arrels aèries que actuen com a ganxos sobre les branques, aquestes arrels també creixen en el sòl per ajudar a sostenir la planta. Les fulles són alternes, coriàcies, de color verd fosc, molt grans, 25-90 cm de llarg (fins a 130 cm de llarg en M. dubia) i 15-75 cm d'ample, sovint amb forats als llimbs de la fulla. Les flors neixen en una inflorescència especialitzada, anomenada espàdix, de 5-45 cm de llarg. Els fruits formen un raïm de baies de color blanc, i són comestibles en algunes espècies. Les Monstera es cultiven sovint com a plantes d'interior. La representant més coneguda del gènere, Monstera deliciosa, és conreada també pel seu fruit comestible que té gust d'una combinació de plàtan i pinya.